# Авіаносний крейсер

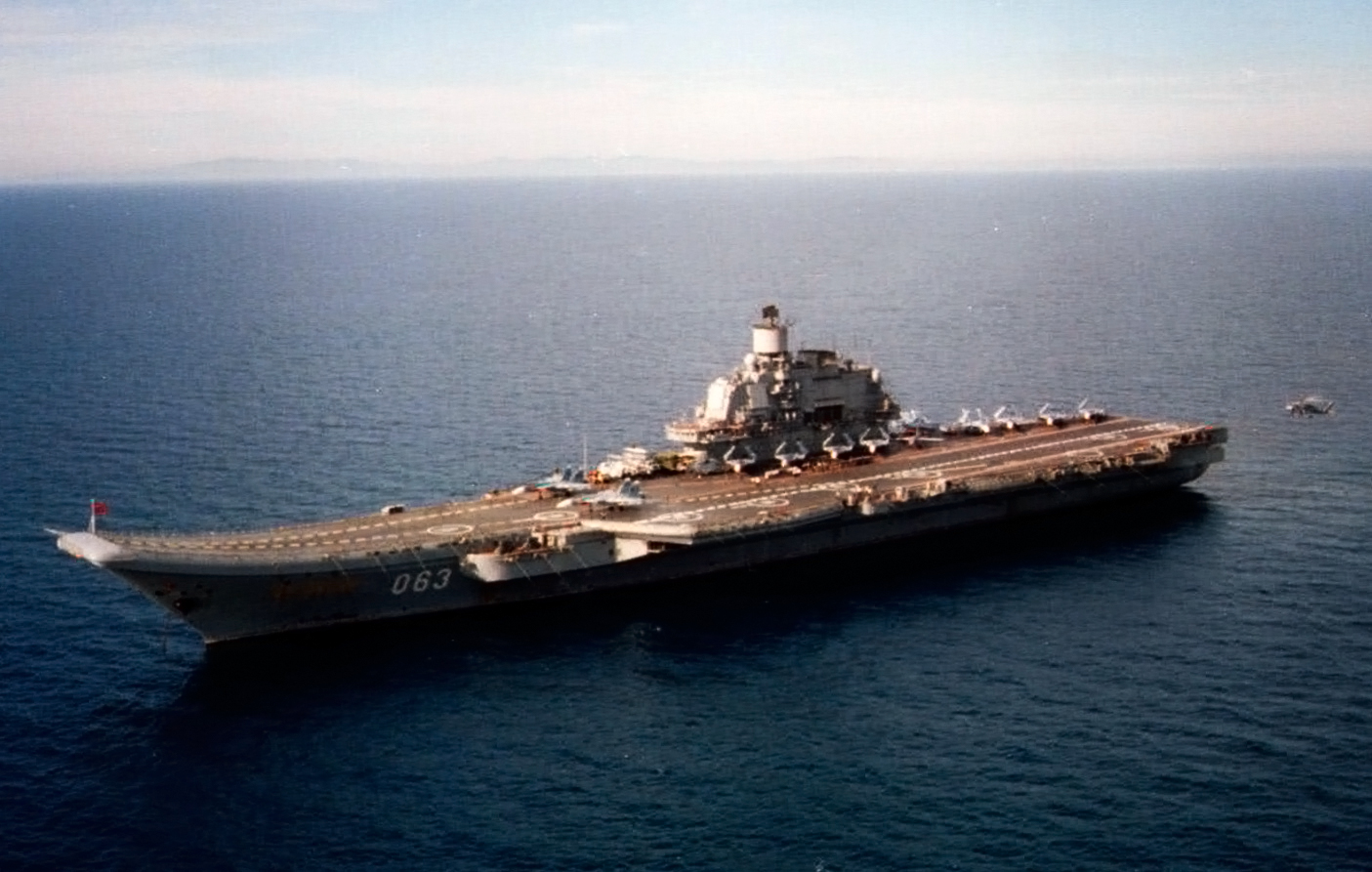
Важкий «авіаносний крейсер Адмірал Кузнєцов»

Авіаносний крейсер (англ. Aviation cruiser, Aircraft cruiser, Carrier cruiser, Seaplane cruiser) — різновид військових кораблів, що поєднує в собі елементи крейсерського озброєння (артилерія; протичовнові, зенітні, протикорабельні ракетні комплекси) та палубну авіацію.
Саме наявність важкого корабельного озброєння і є головною відмінністю авіаносних крейсерів від звичайних авіаносців.
Перші авіаносні крейсери з'явилися у 1930-1940. Це шведський легкий крейсер "Готланд" та кілька типів японських крейсерів, які додатково виконували функцію гідроавіаносців. Авіаносні крейсери СРСР мали як авіагрупу, що включала літаки вертикального злету (на крейсері проєкту 1143.5 - літаки традиційної схеми), так і протикорабельні ракети. 